# Fabrice Roussel
Pour les articles homonymes, voir Roussel.
Cet article possède un paronyme, voir Fabien Roussel.
Fabrice Roussel, né le 11 avril 1973 à Nantes, est un homme politique français. Membre du Parti socialiste, maire de La Chapelle-sur-Erdre et premier vice-président de Nantes Métropole, il est élu député de la 5e circonscription de la Loire-Atlantique en 2024.

## Biographie
Né à Nantes le 11 avril 1973, il est élève du lycée Carcouët, à Nantes. Il est diplômé de l'Université de Nantes en 1994 d'une licence d'administration économique et sociale. De 1997 à 2004, il est professeur d'économie et de commerce dans un lycée professionnel d'Ancenis.
Malgré leurs noms très ressemblants, Fabrice Roussel et Fabien Roussel ne possèdent pas de lien de parenté.

## Parcours politique
Militant du PS depuis les années 1990, il est élu conseiller municipal de La Chapelle-sur-Erdre en 1995 sur la liste du maire Gérard Potiron. Trois ans plus tard, il devient adjoint à l'Action sociale et à l'emploi. En 2001, il est réélu conseiller municipal et devient adjoint aux Sports.
En 2008, il est tête de liste aux élections municipales de 2008. Sa liste remporte l'élection au premier tour et il est élu maire de La Chapelle-sur-Erdre le 15 mars 2008. Il est réélu lors des élections municipales de 2014 et de 2020.
Parallèlement, il devient conseiller régional des Pays-de-la-Loire en 2010 à la suite de l'annulation de l'élection de Patrick Naizan. Il démissionne de ce mandat en 2012 pour devenir Premier secrétaire fédéral du PS.
En 2008, il devient vice-président de Nantes Métropole puis premier vice-président en 2014. Il dirige aussi le conseil d'administration du Voyage à Nantes.
En 2022, il se déclare candidat aux élections législatives  dans la 5e circonscription de la Loire-Atlantique mais il retire sa candidature au profit de Sabine Lalande (LFI) dans le cadre de la NUPES.
En 2024, il est candidat aux élections législatives, toujours dans la 5e circonscription de la Loire-Atlantique, avec l'investiture du Nouveau Front populaire. Il obtient près de 38% des voix au premier tour devant la ministre et députée sortante Sarah El Haïry et le candidat d'extrême-droite. Au second tour, il est élu député dans le cadre d'une triangulaire, avec près de 40% des voix, quand Sarah El Haïry en obtient environ 37%.

## Synthèse des résultats électoraux

### Élections municipales
Les résultats ci-dessous concernent uniquement les élections où il est tête de liste.
| Année | Nuance | Nuance  | Commune               | 1er tour | 1er tour | 1er tour | 2d tour | 2d tour | 2d tour | Sièges  | Sièges |
| Année | Nuance | Nuance  | Commune               | Voix     | %        | Rang     | Voix    | %       | Rang    | CM      | CC     |
| ----- | ------ | ------- | --------------------- | -------- | -------- | -------- | ------- | ------- | ------- | ------- | ------ |
| 2008  |        | PS (UG) | La Chapelle-sur-Erdre | 5 611    | 64,31    | 1er      |         |         |         | 27 / 33 | NC     |
| 2014  | 4 248  | PS (UG) | La Chapelle-sur-Erdre | 45,80    | 1er      | 4 460    | 45,81   | 1er     | 25 / 33 | 2 / 2   |        |
| 2020  | 4 252  | PS (UG) | La Chapelle-sur-Erdre | 55,69    | 1er      |          |         |         | 26 / 33 | 2 / 3   |        |

### Élections législatives
| Année | Parti | Parti | Circonscription           | 1er tour | 1er tour | 1er tour | 2d tour | 2d tour | 2d tour | Issue |
| Année | Parti | Parti | Circonscription           | Voix     | %        | Rang     | Voix    | %       | Rang    | Issue |
| ----- | ----- | ----- | ------------------------- | -------- | -------- | -------- | ------- | ------- | ------- | ----- |
| 2024  |       | PS    | 5e de la Loire-Atlantique | 34 673   | 37,73    | 1er      | 36 774  | 39,91   | 1er     | Élu   |